# Markgrevskabet Baden-Durlach
Markgrevskabet Baden-Durlach var en tysk stat, der eksisterede fra 1535 til 1771.
Staten opstod i 1535, da Baden blev delt i markgrevskaberne Baden-Durlach og Baden-Baden. De to stater blev genforenede i 1771.

## Storhertugdømmet Baden
Baden blev et kurfyrstendømme i 1803, og i 1806-1918 var staten kendt som Storhertugdømmet Baden.